# 清華街 (香港)

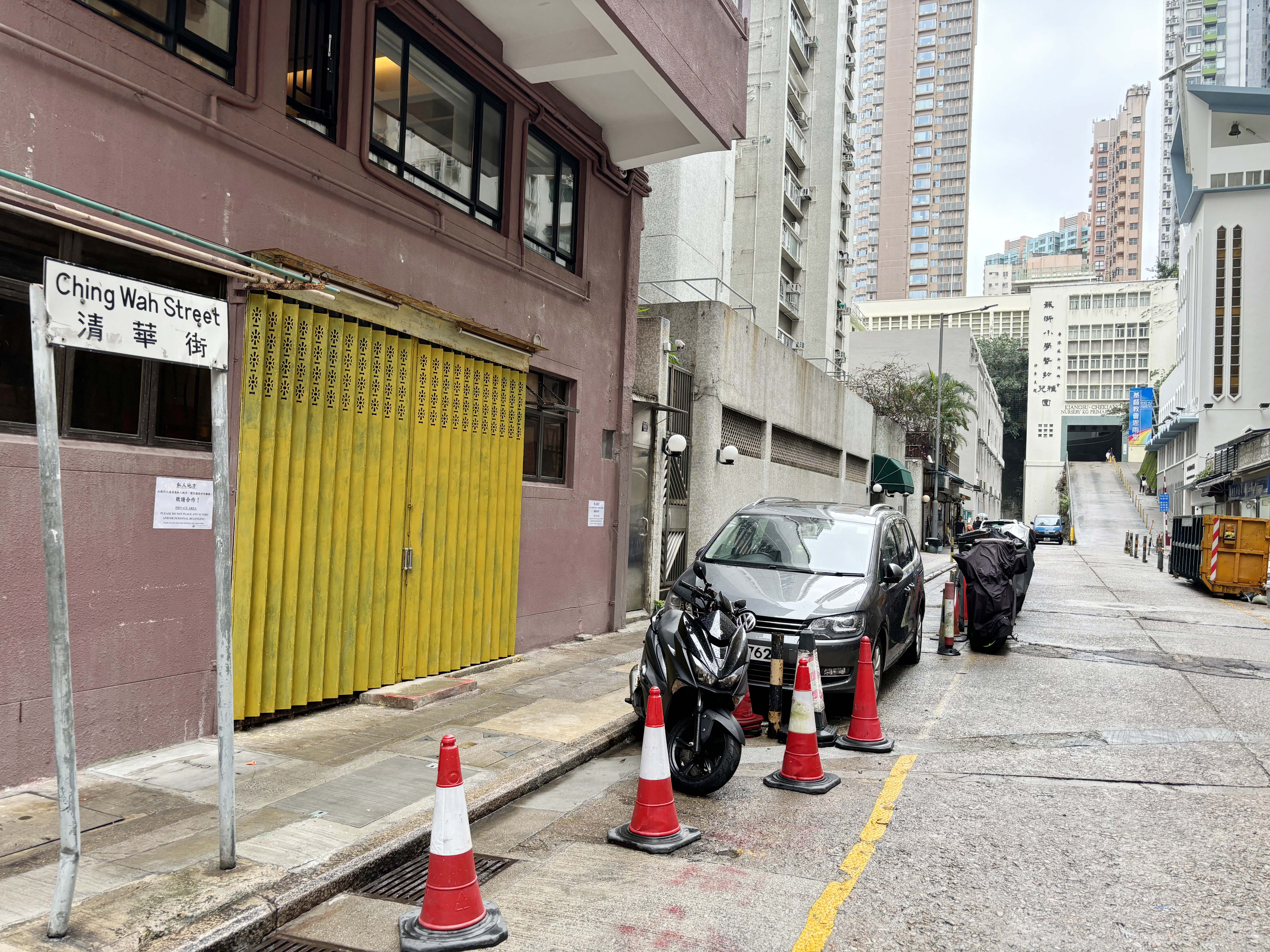
清華街

清華街（英語：Ching Wah Street）是位於香港島北角的一條街道，這條短小的街道，主要是住宅區，東西走向，與英皇道平行，但地勢較高，在天主教聖猶達聖堂後面。這裏也是蘇浙小學和基督教會恩雨堂香港堂的位置。

## 歷史
在六七暴動時，鬥委會號召恐怖份子發動街頭炸彈襲擊。1967年8月20日，有一對年幼姊弟在清華街玩耍期間，一枚炸彈爆炸，8歲的黃綺文和3歲的黃兆勲被當場炸死，爆炸也導致在同一條街的聖猶達堂及聖猶達小學，附近民居樓宇的玻璃窗被震碎。當年的4月至12月期間，共有15件炸彈爆炸事件，這宗是其中之一。

## 圖片

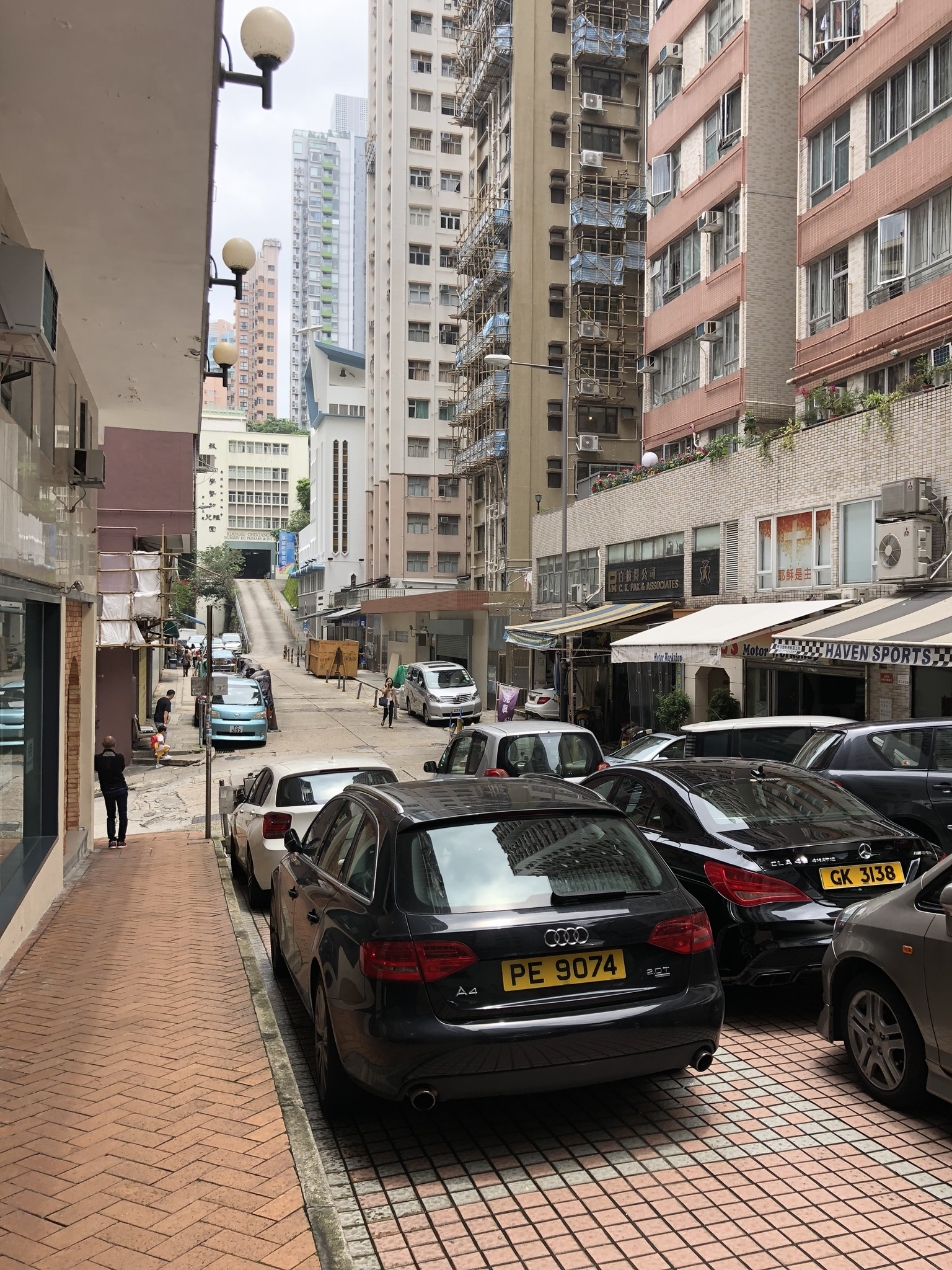
望向清華街東邊，攝於2019年
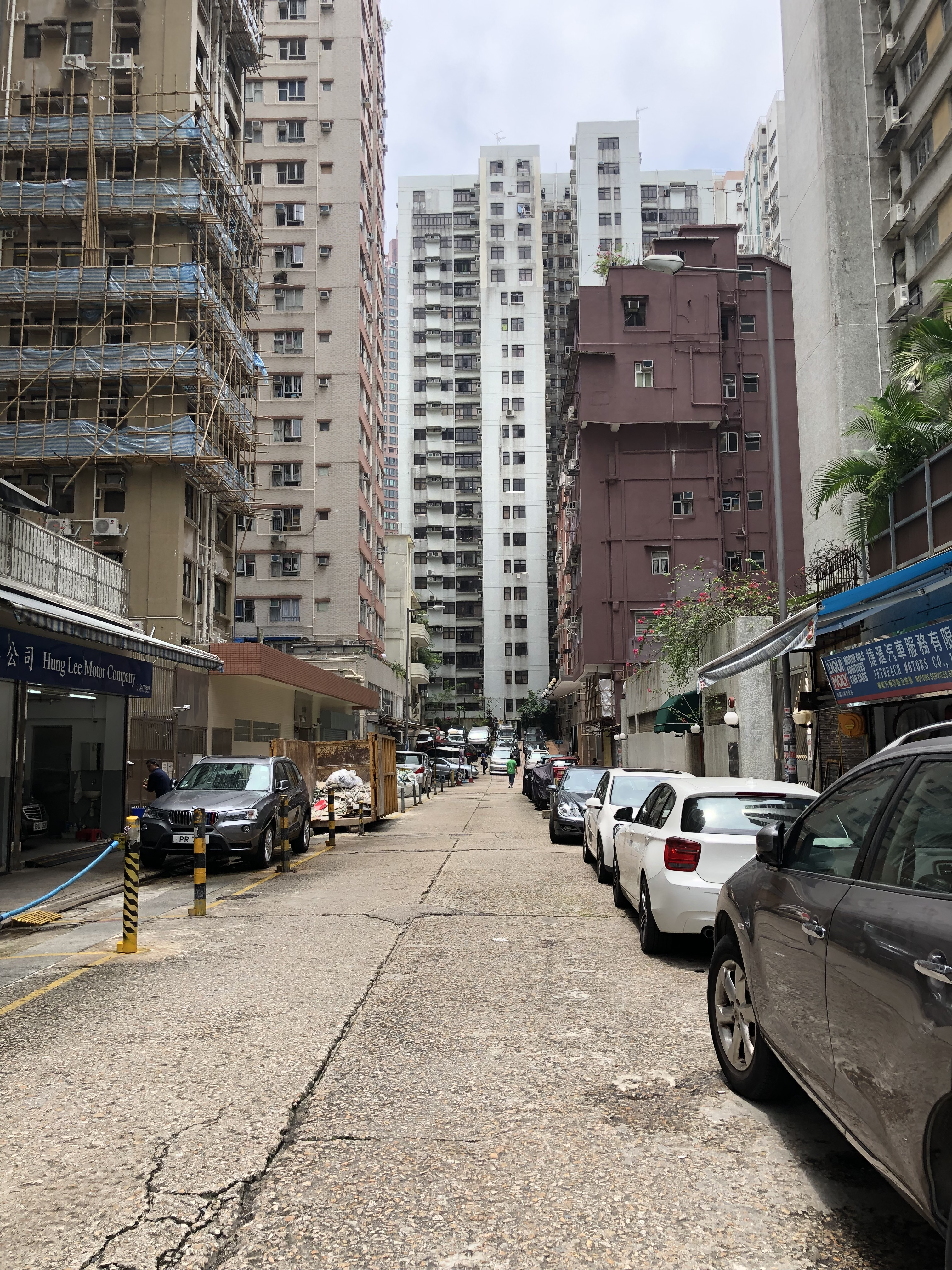
望向清華街西邊，攝於2019年